# 比库什
比库什是葡萄牙贝雅区的一个堂区。总面积56.52平方公里，总人口649人，人口密度11.5人/平方公里。